# Bodajki-tó
A Bodajki-tó Fejér vármegyében, Bodajk mellett található természetes gyógyforrások által táplált tó.

## Történelem
A bővizű források gyógyvizét már évszázadok óta ismerték, s hasznosították. A balneológusokat már a 18. században foglalkoztatta a bodajki források eredete és a víz vegyi összetétele, melyre a szakemberek figyelme különösen a móri földrengések után terelődött rá. A források magnéziumot és szabadszénsavat tartalmazó vize a Dunántúlon lejátszódó utóvulkáni tevékenység bizonyítéka.

### Üdülőhellyé fejlesztés a 19. századtól
A tó vizének összetételéről az első szakvélemény 1765-ben született, amely megállapította, hogy a vízben nagy mennyiségben található az úgynevezett szappanföld –, melynek köszönhetően a bodajki asszonyok szappan és tisztítószerek nélkül tudták habfehérre mosni ruháikat –, s a tavat tápláló források vize magnéziumon, szénsavon, s a szappanföldön kívül sziksót, vasat, lúgsót és még egyéb ásványi anyagokat is tartalmaz. A víz tulajdonsága még, hogy kiváló vegyi összetétele, csak felmelegítve hasznosul. A tavat tápláló források vize különösen a reumatikus megbetegedésekben, fizikai és szellemi kimerültségben, különféle női betegségekben szenvedők számára hoz gyógyulást.
A tó üdülőhellyé való fejlesztése a 19. században kezdődött el. A bodajki fürdő legismertebb bérlője és felvirágoztatója a rangos középnemesi családból származó fővárosi ügyvéd és Pest első közjegyzője, székelyhídi Szekrényessy József (1811–1877) volt. Szekrényessy Széchenyi István belső munkatársaként titkára volt a Nemzeti Casinónak és Lovaregyletnek, de nevéhez köthető a Pesti Zeneakadémia hegedűtanszakának alapítása, ugyanakkor első sporttudosítónkat is benne tisztelhetjük. Fia, Szekrényessy Kálmán (1846–1923) volt az első magyar úszó, első magyar sportlap alapító és a Balaton első átúszója (Siófok-Füred, 1880.). 
A fővárosiak ünnepelt „Kis Széchenyije” (e nevet a legnagyobb magyar munkásságának továbbvitele miatt tiszteletből ragasztották rá Szekrényessy Józsefre kortársai) híressé vált többek között számos fővárosi bérleménye és azok kulturális célú hasznosítása okán (Margitsziget, Császár fürdő, Lóversenytér, Rudas fürdő, Orczy-kert, Laszlovszky-major, régi Füvészkert, Rumbach fürdő, régi Vigadó stb.). A bodajki fürdőt hosszú időn át bérelte és fejlesztette.

### A II. világháború után
A környéken folyó szénbányászat hatására azonban a tavat tápláló források elapadtak. 1992-ben a tavat rendbe hozták, és egy 170 m mélyre fúrt kútból kezdték mesterségesen táplálni, így újból fürdőhellyé vált, a nyári szezonban strandként működött. Telente leeresztették, és csak annyi vizet hagytak benne, hogy korcsolyázásra alkalmas legyen. A bányászat megszűnését követően ugyanakkor a karsztvízszint újból megemelkedett, ezért a tófürdő körbebetonozott medencéjének aljának burkolatát felszedték, hogy a víz itt, és ne a környező ingatlanok területén törjön fel. A természetes vízpótlás azonban algásodást, hínárosodást váltott ki, ami ellen többféleképpen (amúrok betelepítésével, 2015-től vízforgató beépítésével) próbáltak védekezni. 2017-ben az önkormányzat csaknem 150 millió forint uniós támogatást nyert a tó és környéke infrastrukturális felújítására.
A rendkívül csapadékos 2010–2011-ben megemelkedett a talajvízszint, és a tóban, illetve a település mélyebben fekvő részein megindultak a források. Ezt követően azonban aszályos időszak következett, így a talajvíznek nincs utánpótlása, szintje 2 métert süllyedt. Ezzel a tó átlagos vízszintje is 1 méterre mérséklődött. Ennek tartós megemelésére nincs is kilátás; a Fejérvíz által újranyitandó régi kútból, annak hálózatra kapcsolása előtt kap némi vizet a tó, de ez csak átmenetileg lesz így. A tó környezetének fejlesztésére elnyert újabb, 390 millió forintos uniós támogatásból a település a tómederre, illetve annak falára is költhet, illetve egy szűrő és keringető rendszert is terveznek, mely a malomárkon elfolyó vizet visszajuttatja a tóba, és az algásodást elősegítő foszfort is kiszűri.